# Afrique australe

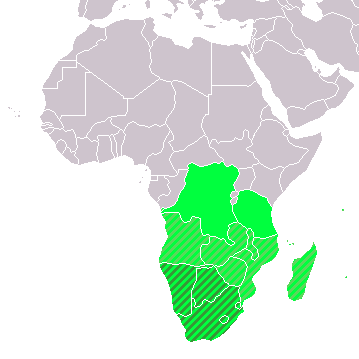
Carte de l'Afrique avec les pays de l'Afrique australe (en vert)
Afrique australe (découpage ONU)
Afrique australe géographique
Communauté de développement d'Afrique australe

Ne doit pas être confondu avec l'Afrique du Sud.
- Afrique australe (découpage ONU)
- Afrique australe géographique[réf. nécessaire]
- Communauté de développement d'Afrique australe

L'Afrique australe est constituée de l'ensemble des territoires situés au sud de la forêt équatoriale africaine.
On y rattache également les îles africaines du sud-ouest de l'océan Indien autour de Madagascar (du canal du Mozambique aux îles Maurice et de La Réunion), ainsi que les îles africaines du sud-est de l'océan Atlantique.
Primitivement occupée par les peuples Khoïsan puis Bantous, cette région fit l'objet de plusieurs vagues de colonisation européenne qui ont laissé leurs traces dans le dessin des frontières politiques actuelles de la région.
Depuis les années 1980, le taux d'infection du VIH devient particulièrement aigu en Afrique australe.
Néanmoins, l'économie de cette région reste relativement robuste, surtout grâce à la puissance industrielle de l'Afrique du Sud, l'exploitation minière, l'extraction pétrolière d'Angola, et un climat favorable pour l'agriculture.

## Liste des pays d'Afrique australe
- Afrique du Sud
- Angola (parfois inclus dans l'Afrique centrale)
- Botswana
- Comores
- Eswatini (ex-Swaziland)
- Lesotho
- Madagascar
- Malawi (parfois inclus dans l'Afrique centrale)
- Maurice
- Mozambique
- Namibie
- Zambie (parfois incluse dans l'Afrique centrale)
- Zimbabwe (parfois inclus dans l'Afrique centrale)

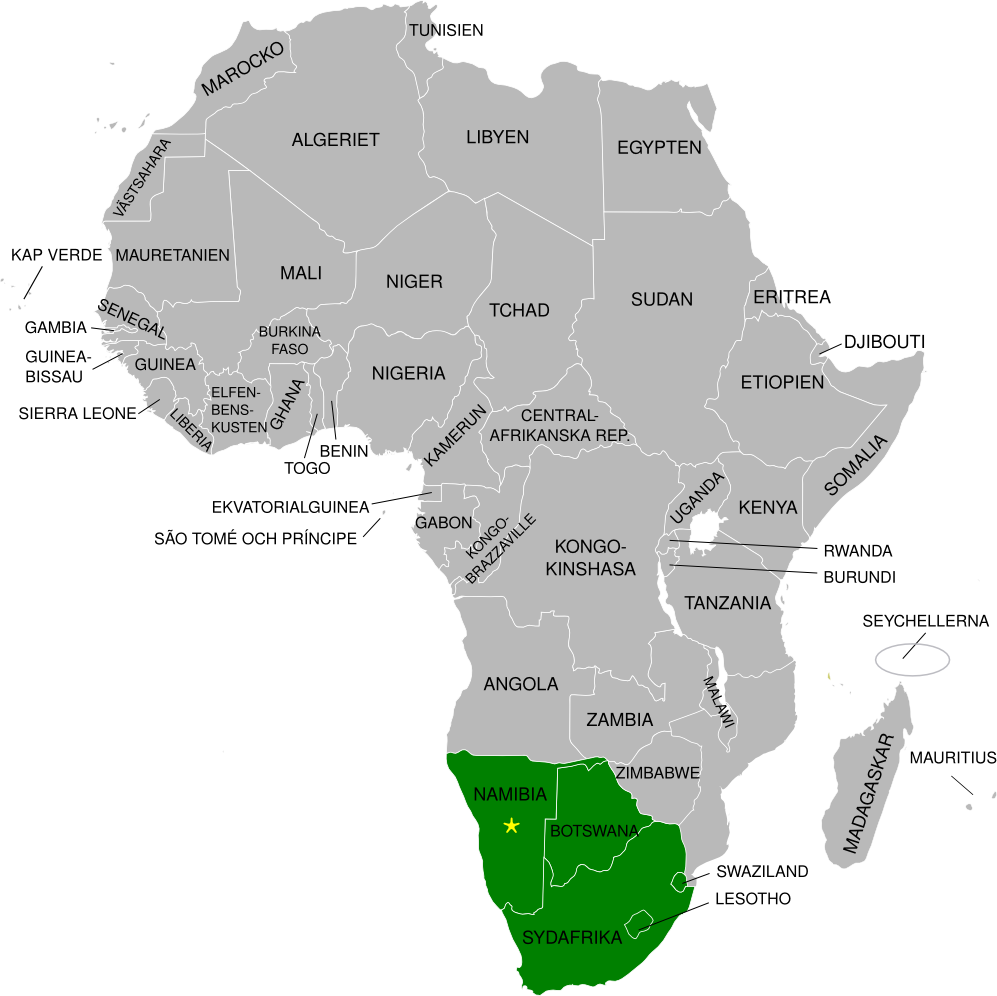
Carte de l'Union douanière d'Afrique australe

Outre les nations citées ci-dessus, la Conférence de coordination pour le développement de l'Afrique australe (SADC) comprend la Tanzanie et la République démocratique du Congo.

## Géographie

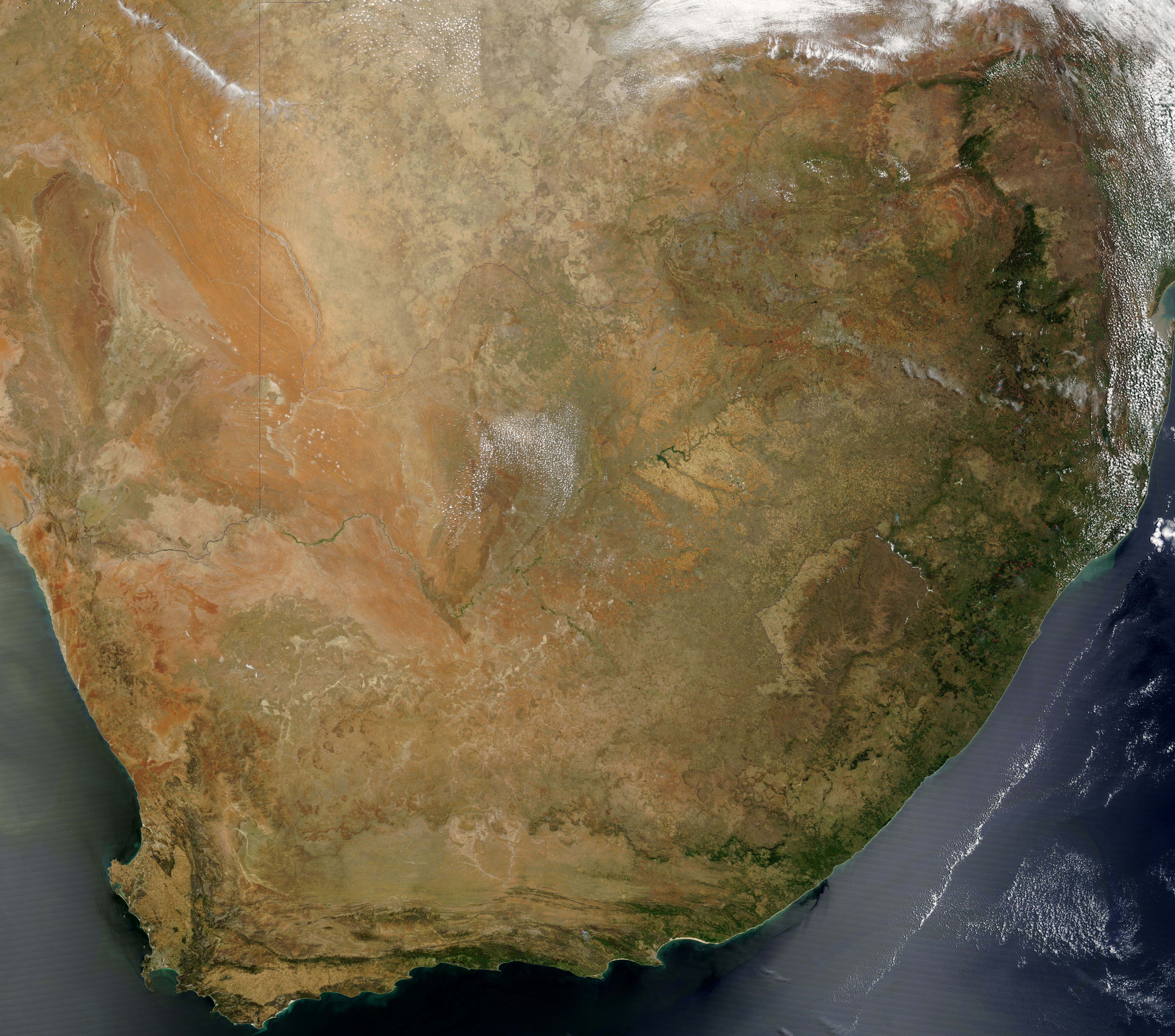
Une image satellite composite de l'Afrique australe.

Le terrain de l'Afrique australe est très varié, allant de la forêt   et des prairies aux déserts.  La région comprend à la fois des zones côtières basses et des montagnes.

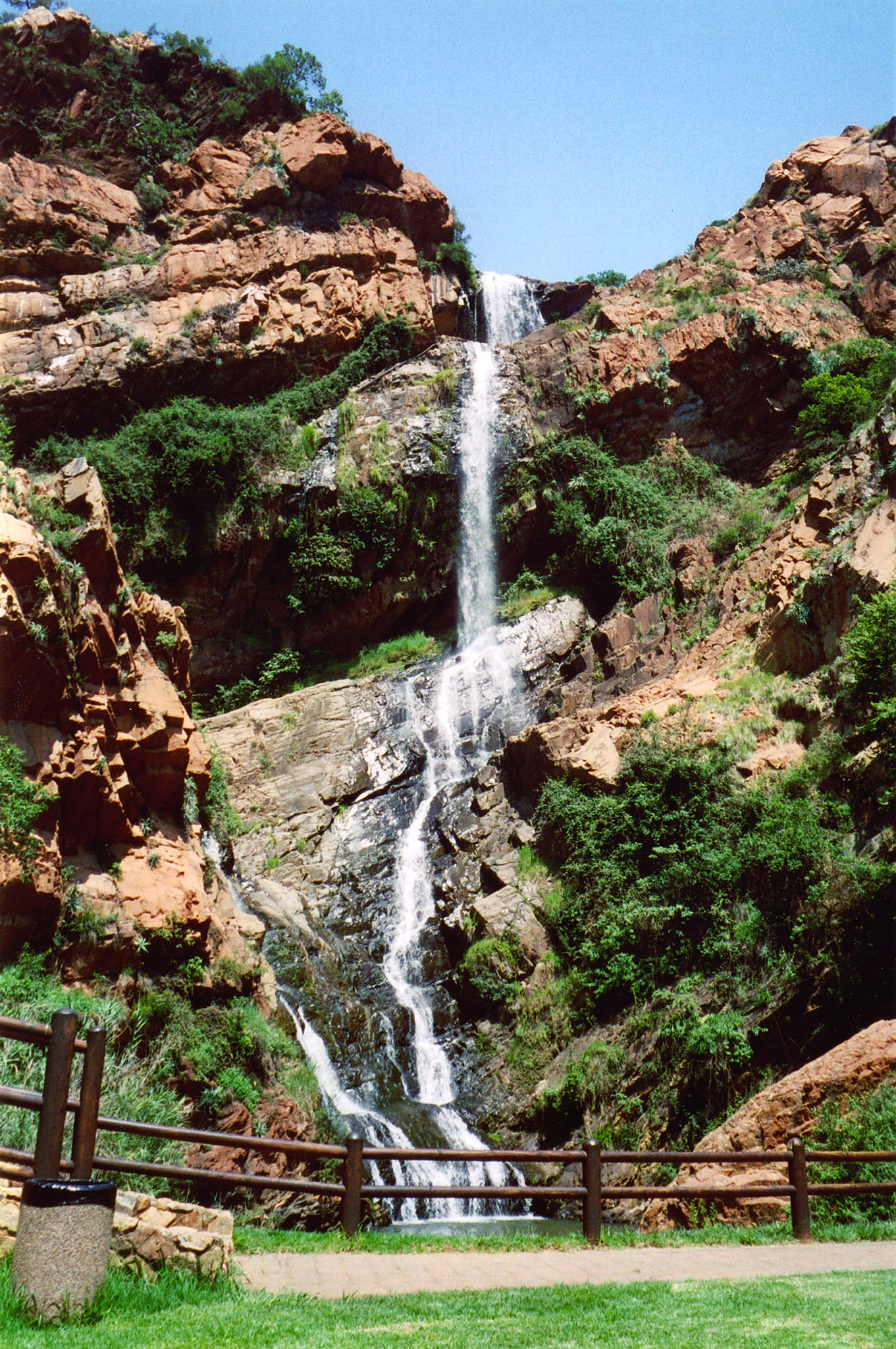
Chute d'eau dans la région de Witwatersrand près de Johannesburg.
L'Afrique australe se distingue également des autres régions d'Afrique subsaharienne en raison de ses ressources minérales, notamment le cuivre, les diamants, l'or, le zinc, le chrome, le platine, le manganèse, le minerai de fer et le charbon.

## Culture

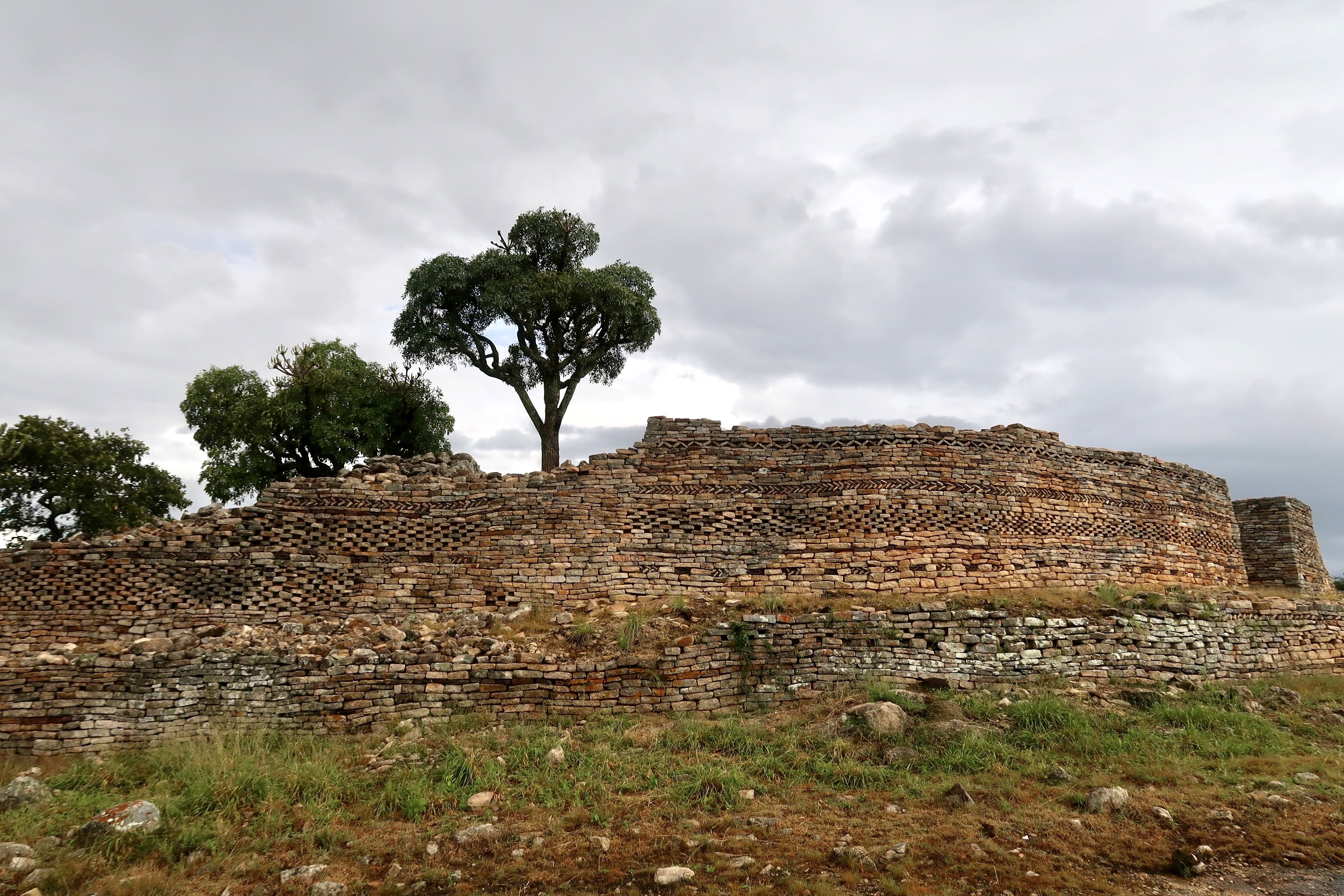
Nalatele (Zimbabwe) : Détails décoratifs du mur d'enceinte.

## Les grandes régions
L'Afrique australe est en bonne partie constituée d'un plateau bordé d'une frange de plaines côtières, qui n'est souvent large que de quelques dizaines de kilomètres, davantage au Mozambique traversé par les fleuves Limpopo, Savé et Zambèze. Ce plateau est assez haut  (il dépasse les 1 500 m au Zimbabwe)  et il s'incline au sud-ouest, formant la steppe du Karoo. Au centre-ouest, se trouve la cuvette du Kalahari, un paysage de savane bénéficiant au nord, en un grand delta intérieur, des eaux de l'Okavango. Plus à l'ouest, le long des rivages de la côte occidentale, se trouve le désert du Namib qui mérite pleinement ce terme de désert. Seuls deux fleuves, le Kunene et, de l'est à l'ouest, l'Orange (alimenté par les cours d'eau de la chaîne montagneuse du Drakensberg), parviennent à le traverser.

### Les États
| Noms des États avec drapeau et noms officiels  | Superficie (km²) 2015 | Population estimation 2017 | Densité (hab. par km²) est. 2017 | Capitale     |
| ---------------------------------------------- | --------------------- | -------------------------- | -------------------------------- | ------------ |
| Afrique du Sud (Republic of South Africa (en)) | 1 219 912             | 55 653 654                 | 46                               | Pretoria     |
| Botswana (Lefatshe la Botswana (tn))           | 581 726               | 2 209 208                  | 3,8                              | Gaborone     |
| Comores (Union des Comores (fr))               | 2 612                 | 813 912                    | 343                              | Moroni       |
| Eswatini (Kingdom of Eswatini (en))            | 17 363                | 1 451 428                  | 82,7                             | Lobamba      |
| Lesotho (Kingdom of Lesotho (en))              | 30 355                | 1 924 381                  | 63                               | Maseru       |
| Madagascar (Repoblikan'i Madagasikara (mg))    | 587 041               | 24 430 325                 | 41,61                            | Antananarivo |
| Malawi (Republic of Malawi (en))               | 118 844               | 18 091 575                 | 152                              | Lilongwe     |
| Maurice (Republic of Mauritius (en))           | 2 040                 | 1 259 838                  | 630                              | Port-Louis   |
| Mozambique (República de Moçambique (pt))      | 801 590               | 25 900 000                 | 32                               | Maputo       |
| Namibie (Republic of Namibia (en))             | 825 418               | 2 484 780                  | 3                                | Windhoek     |
| Zimbabwe (Republic of Zimbabwe (en))           | 390 245               | 14 030 368                 | 36                               | Harare       |
| Zambie (Republic of Zambia (en))               | 752 614               | 15 066 266                 | 20                               | Lusaka       |
| Total                                          | 5 329 760             | 163 315 735                | 30,6                             | —            |

### Les ressources naturelles
L'Afrique Australe possède une des plus vastes réserves de platine, chrome, vanadium et cobalt ainsi que d'uranium, d'or, de cuivre, de titane, de fer et de diamants.

## Histoire
Des traces d'activités ont été repérées en différents points d'Afrique australe dès le paléolithique : Sites des hominidés fossiles d'Afrique du Sud, Gorges d'Olduvaï, Laetoli, Vallée du Grand Rift, ...
Des structures politiques ont laissé des traces ultérieurement avec les civilisations toutswe (en) (Botswana) et l'ancien royaume de Mapungubwe (1075-1350), dans le bassin du fleuve Limpopo. Le plateau du Zimbabwe a été également le lieu d'une civilisation importante du XIIIe siècle au XVe siècle, avec le peuple San, les Bantous, le Royaume de Butua (1450-1683), l'Empire du Monomotapa (1460-1629), etc.
Plus tard, du XVIe siècle au XIXe siècle, les formations politiques liées au peuple Nguni vont être agrégées, de force, par le royaume zoulou (1816-1897) de Chaka (1787-1828), avec une ascension marquée par le cycle de guerres et de migrations Mfecane. Mais aussi Royaume de Matamba (1631-1744), Empire rozvi (1694-1866), confédération Mthethwa, ...

Waldseemüller, 1513
Diogo Homem (en), Queen Mary Atlas, 1558
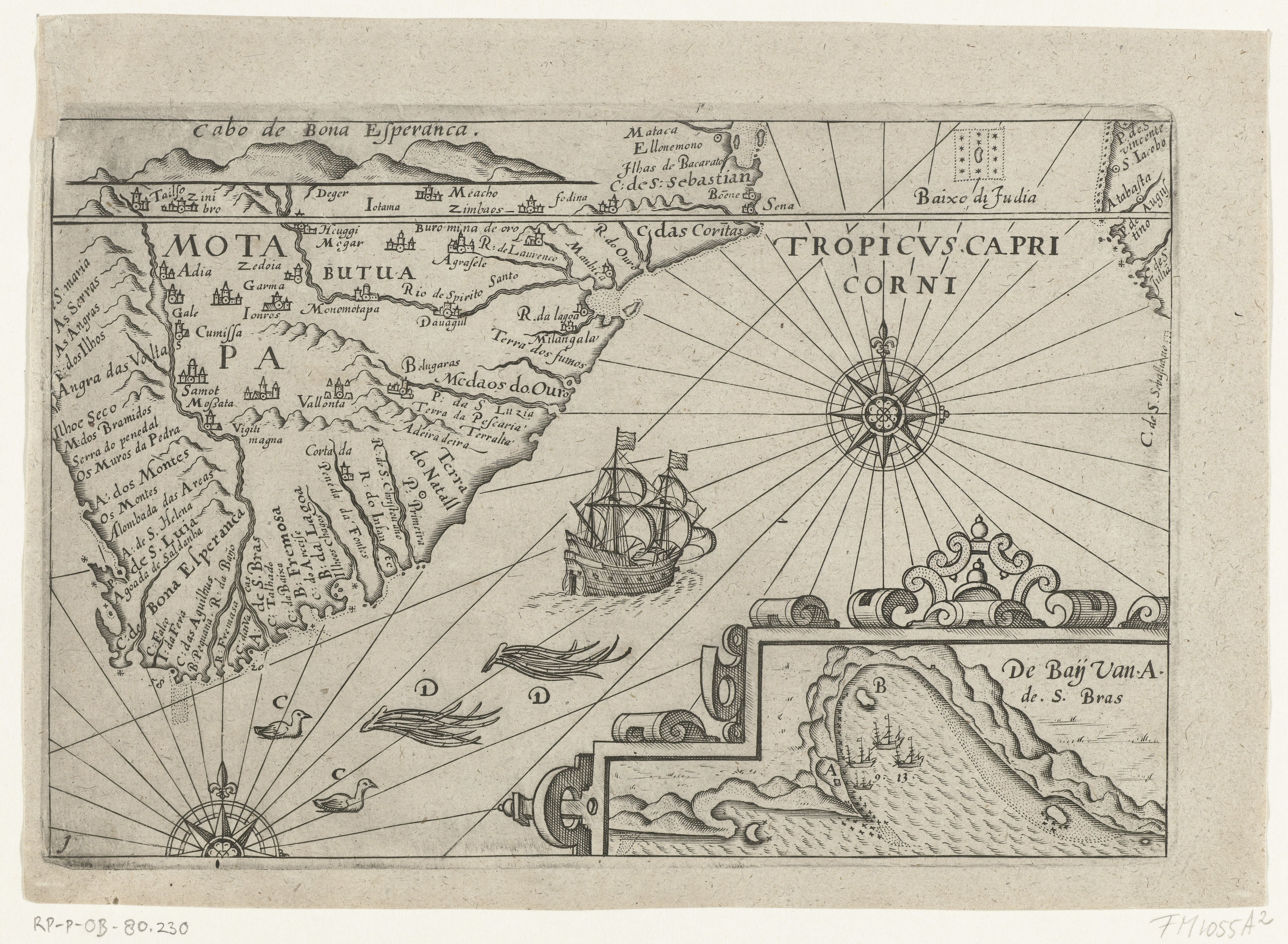
Atlas Van Stolk, 1595
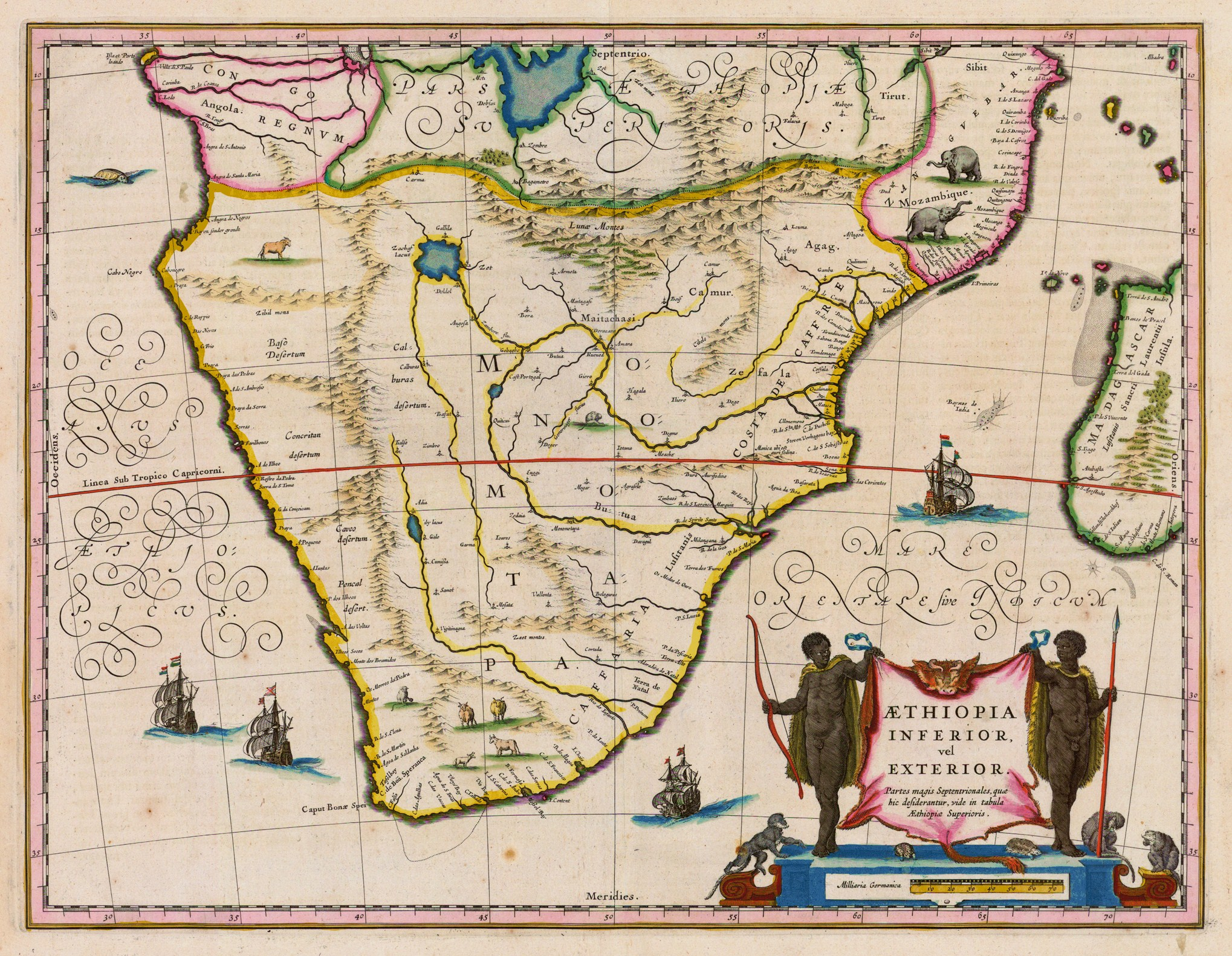
Willem Blaeu, 1635

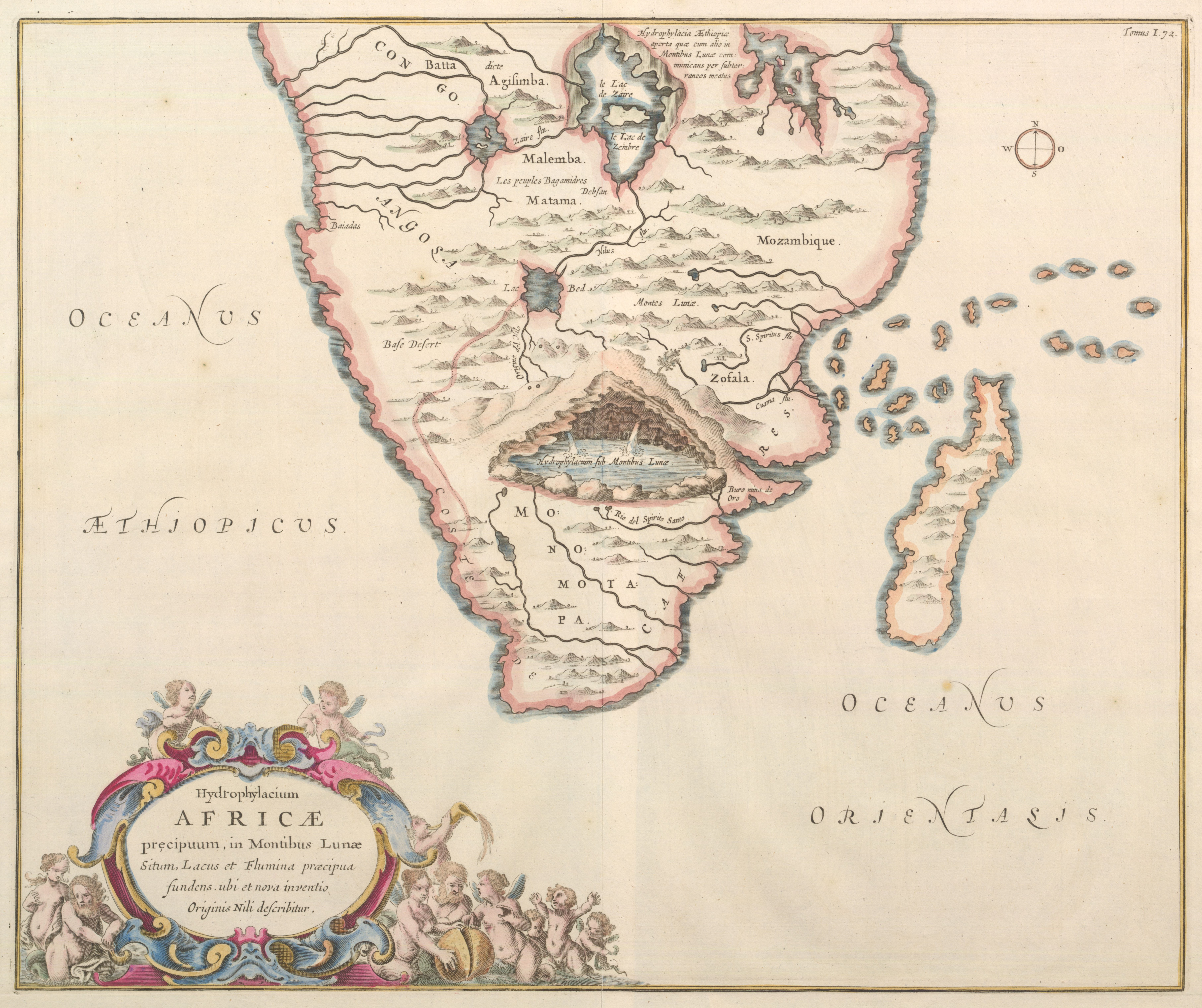
Kircher, 1665
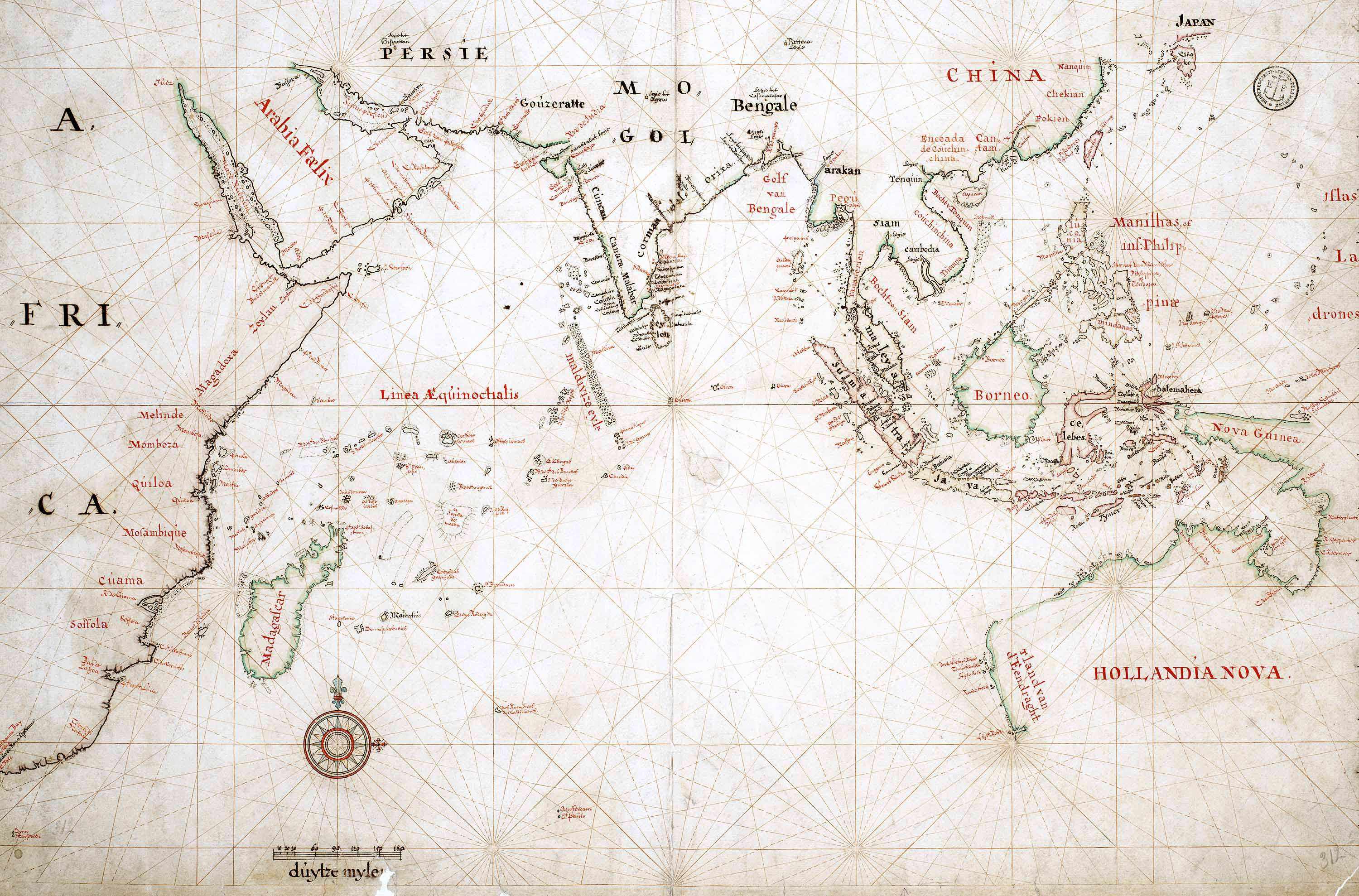
Compagnie néerlandaise des Indes orientales, 1665
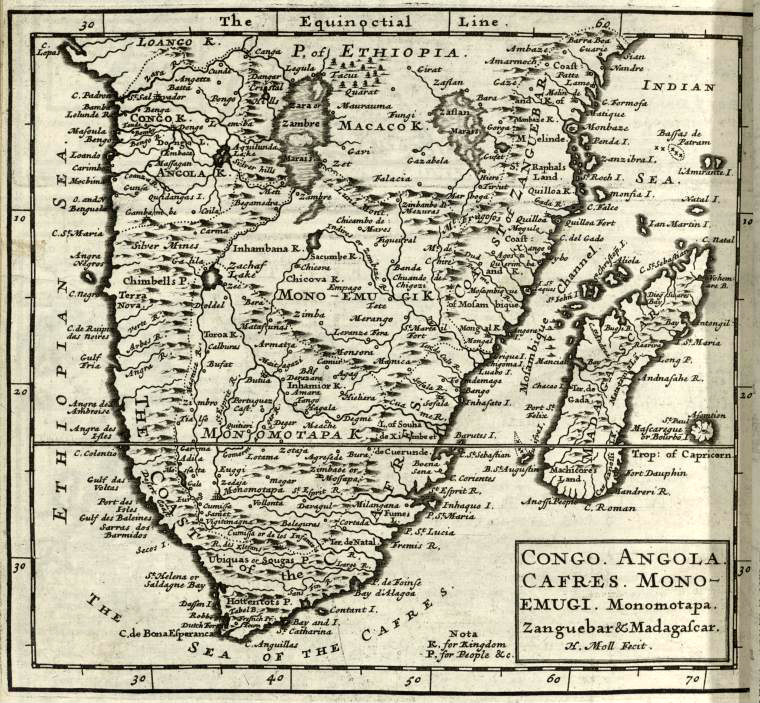
Herman Moll, 1701
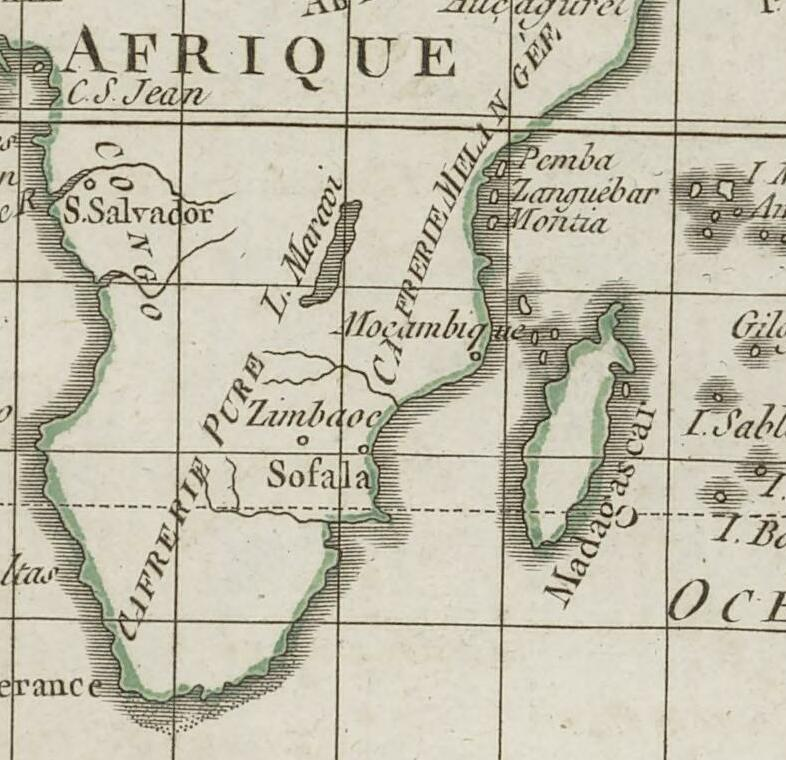
Delacroix, 1795
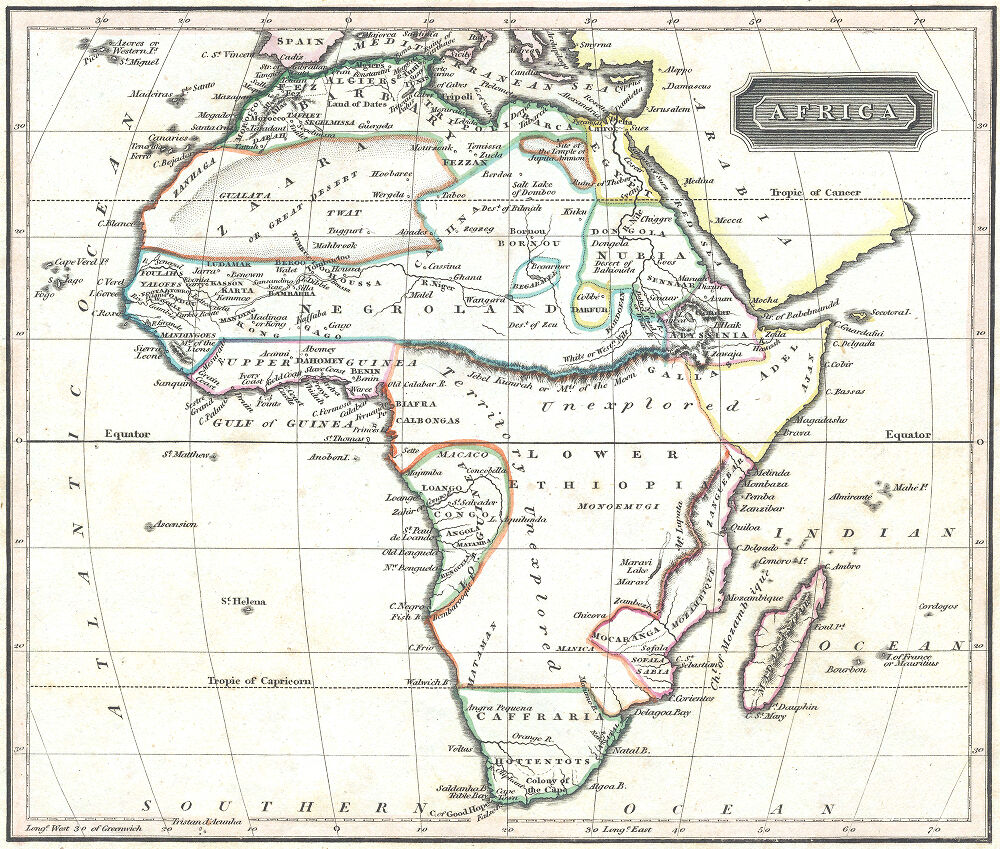
Lizars, 1810/1819

Autre fait marquant dans l'histoire de l'Afrique australe, l'arrivée des Européens. Dès 1488, des navigateurs Portugais débarquent à Mossel Bay. En 1497, Vasco de Gama dépasse concrètement le cap de Bonne-Espérance. Puis le 6 avril 1652, cinq navires de la Compagnie néerlandaise des Indes orientales (VOC) arrivent au Cap pour y développer une station de ravitaillement. Une petite colonie néerlandaise commence à se développer (la Colonie du Cap). Des relations commerciales s'établissent avec les Khois (Khoïkhoïs) qui acceptent de troquer du bétail (des moutons et des bovins) contre du fer, du cuivre, de la verroterie, du tabac et de l'alcool. Mais les relations se détériorent entre Khois et Européens. En 1654, des Asiatiques originaires de la colonie néerlandaise de Batavia et de Java, sont déportés au Cap, ainsi que des esclaves noirs en provenance du royaume du Dahomey, d'Angola. Ils sont rejoints par 4300 esclaves issus d'expéditions de traite à Madagascar et en Afrique de l'Est durant la période 1652-1795. Au total, soixante mille esclaves sont déportés au Cap entre 1658 et 1807, le plus gros contingent étant originaire des Célèbes (Sulawesi, Indonésie). Plusieurs conflits éclatent également, opposant violemment les Européens aux Khoïkhoïs et aux Sans,, notamment en 1658, 1673 et 1677. 
Une deuxième colonisation se superpose, au début du XIXe siècle, quand la colonie du Cap passe sous le contrôle britannique. Mal acceptée par les descendants des premiers colons (appelés Boers), pour des raisons culturelles, politiques et économiques, elle débouche dans les années 1835-1840 sur le Grand Trek, une migration organisée de plusieurs milliers de fermiers Boers (les Voortrekkers) qui quittent la colonie du Cap pour s'installer dans l'intérieur des terres, loin de la juridiction britannique, et franchissent les montagnes du Drakensberg pour fonder des républiques boers indépendantes (notamment le Transvaal et l'État libre d'Orange). Jusqu'aux années 1900, ce mouvement social engendre des guerres presque continues, avec des créations de nouvelles colonies, des protectorats et la création/disparition de différents États.
La situation se stabilise ensuite après la fin de la seconde guerre des Boers et l'unification de l'Afrique du Sud dans un nouvel État indépendant, en 1910, sous protectorat britannique. Les deux Guerres mondiales  successives occupent les esprits et mobilisent les forces politiques. Les Britanniques, comme les autres forces coloniales veulent éviter l'ouverture de fronts militaires en Afrique qui pourrait faire le jeu de leurs adversaires, et les Allemands cherchent à maintenir leurs implantations. Le maintien de régimes dictatoriaux en Espagne et au Portugal jusqu'aux années 1970 ralentit également le mouvement progressif de décolonisation, notamment dans les implantations portugaises. Mais, au Sud de l'Afrique, la démographie pèse sur les populations issues des colons néerlandais, les Afrikaners. Après la Seconde Guerre mondiale, en 1948, le système de l'apartheid est conceptualisé et introduit en Afrique du Sud puis dans le Sud-Ouest africain alors que la minorité blanche de Rhodésie du Sud tente de sauvegarder sa domination politique et économique au sein d'une fédération avec le Nyassaland. Avec l'apartheid, le rattachement territorial, la nationalité, et le statut social dépendent du statut racial de l'individu. Cette politique d'apartheid est probablement le « résultat de l'anxiété historique des Afrikaners obsédés par leur peur d'être engloutis par la masse des peuples noirs environnants »,.
Avec la guerre froide, l'Union soviétique, mais aussi Cuba tentent de s'introduire en Afrique australe, d'aider et de tirer profit des mouvements indépendantistes et anticolonialistes (MPLA : Mouvement populaire de libération de l'Angola, FRELIMO : Front de libération du Mozambique, SWAPO : Organisation du peuple du Sud-Ouest africain). Des forces cubaines sont présentes en Angola où elles combattent les forces rebelles de l'UNITA (Union nationale pour l'indépendance totale de l'Angola) soutenue par la South African Force. Le 22 décembre 1988, l'Afrique du Sud, Cuba et l'Angola signent un accord de paix liant le retrait des forces cubaines d'Angola à l'indépendance de la Namibie (21 mars 1990). 

Afrique australe,2010

En juin 1991, en Afrique du Sud, les dernières lois piliers de l'apartheid sont abolies. Des négociations difficiles entre le gouvernement et les partis politiques, dans une situation marquée par de profondes inégalités, avec une violence qui s'est introduite au fil des décennies dans le jeu politique et social (comme dans les autres pays d'Afrique australe),, débouchent en 1994 sur la mise en place d'une constitution intérimaire et d'une assemblée constituante, issue des premières élections générales non ségréguées du pays.

## Sécheresses et crises alimentaires
L’Afrique australe est frappée en 2019 et 2020 par sa « pire sécheresse » depuis 35 ans. D’après le Programme alimentaire mondial (PAM), organisme des Nations unies, 45 millions de personnes vivant dans la région pourraient se trouver en situation de grave insécurité alimentaire. L'organisme souligne que « la sécheresse persistante, les cyclones consécutifs et les inondations ont complètement ravagé les récoltes dans cette région extrêmement dépendante de l’agriculture pluviale et des petits exploitants agricoles ». Le Mozambique, la République démocratique du Congo, la Tanzanie, la Zambie et le Zimbabwe sont les pays les plus lourdement touchés.

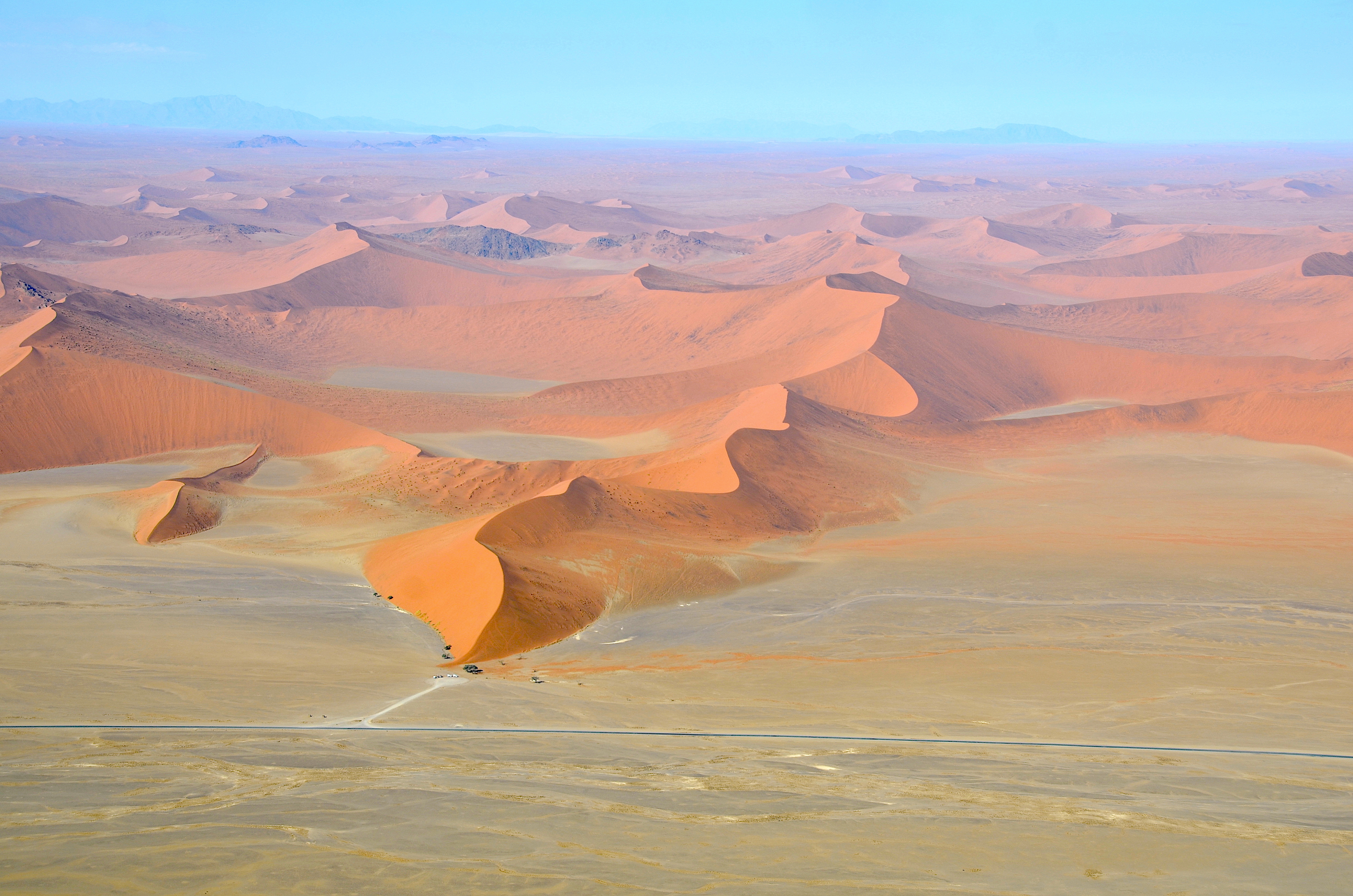
Désert du Namib
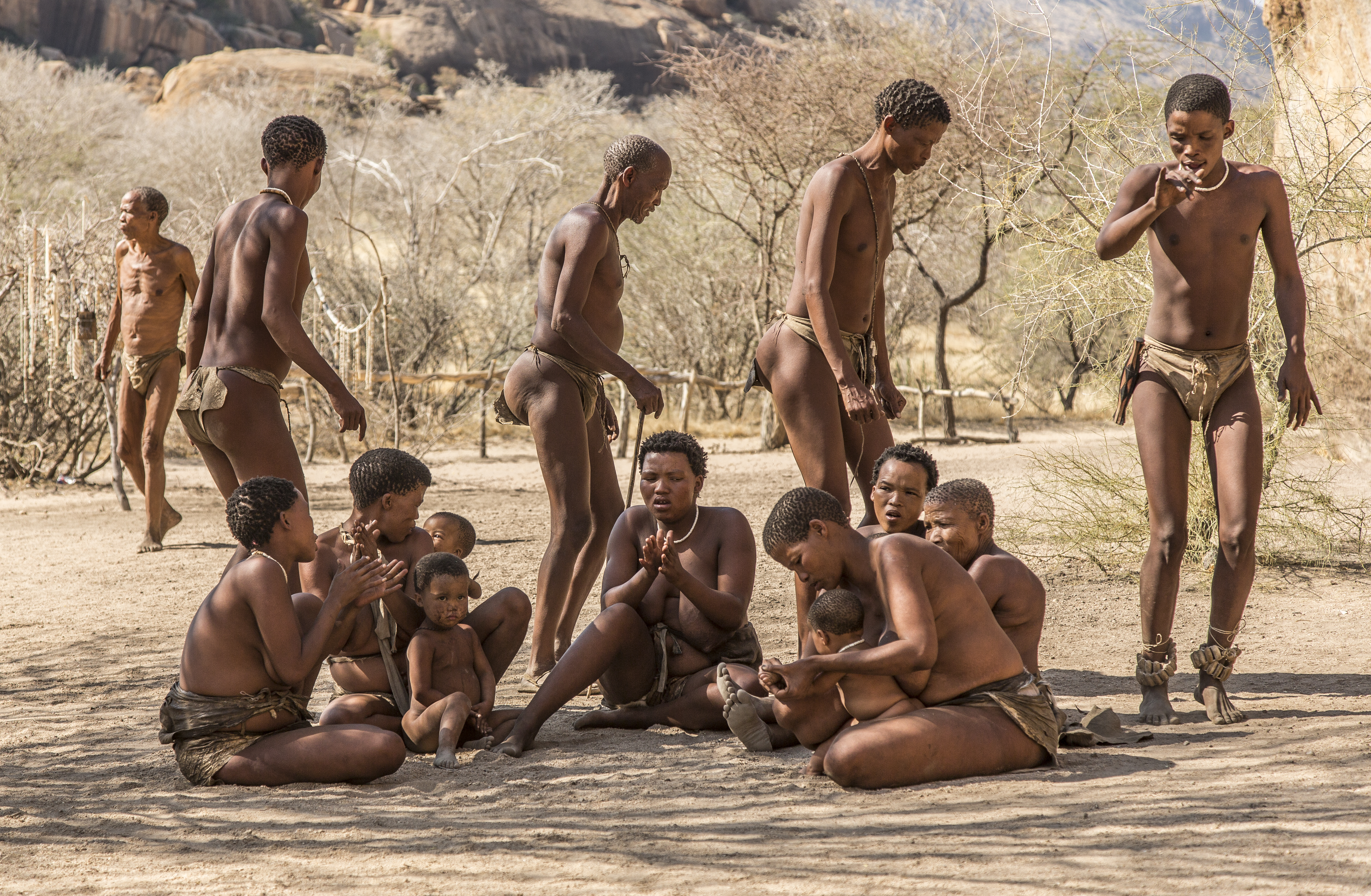
San (peuple) de Namibie
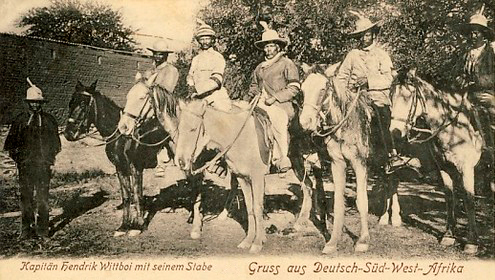
Hendrik Witbooi (1830-1905)
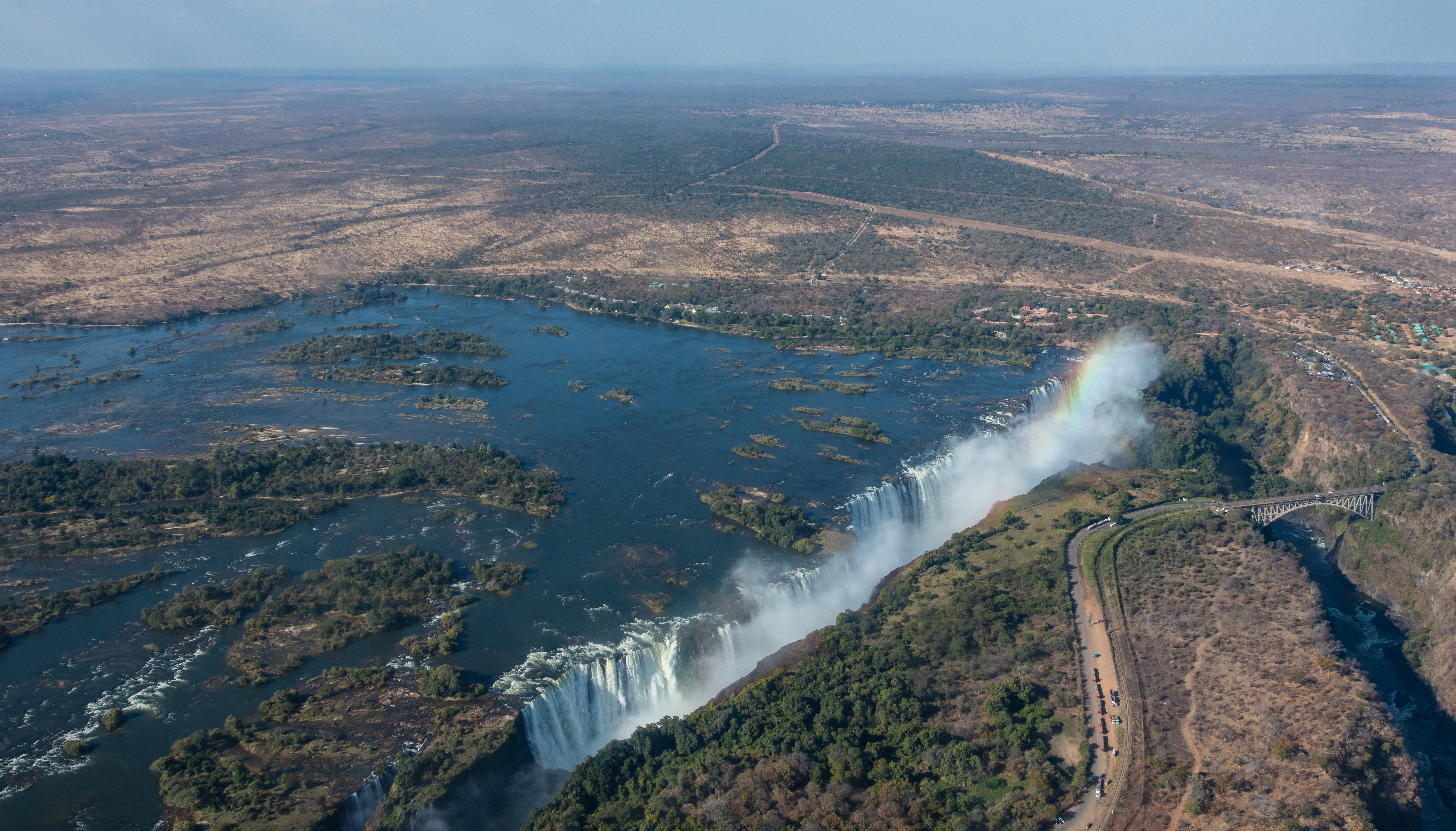
Chutes Victoria
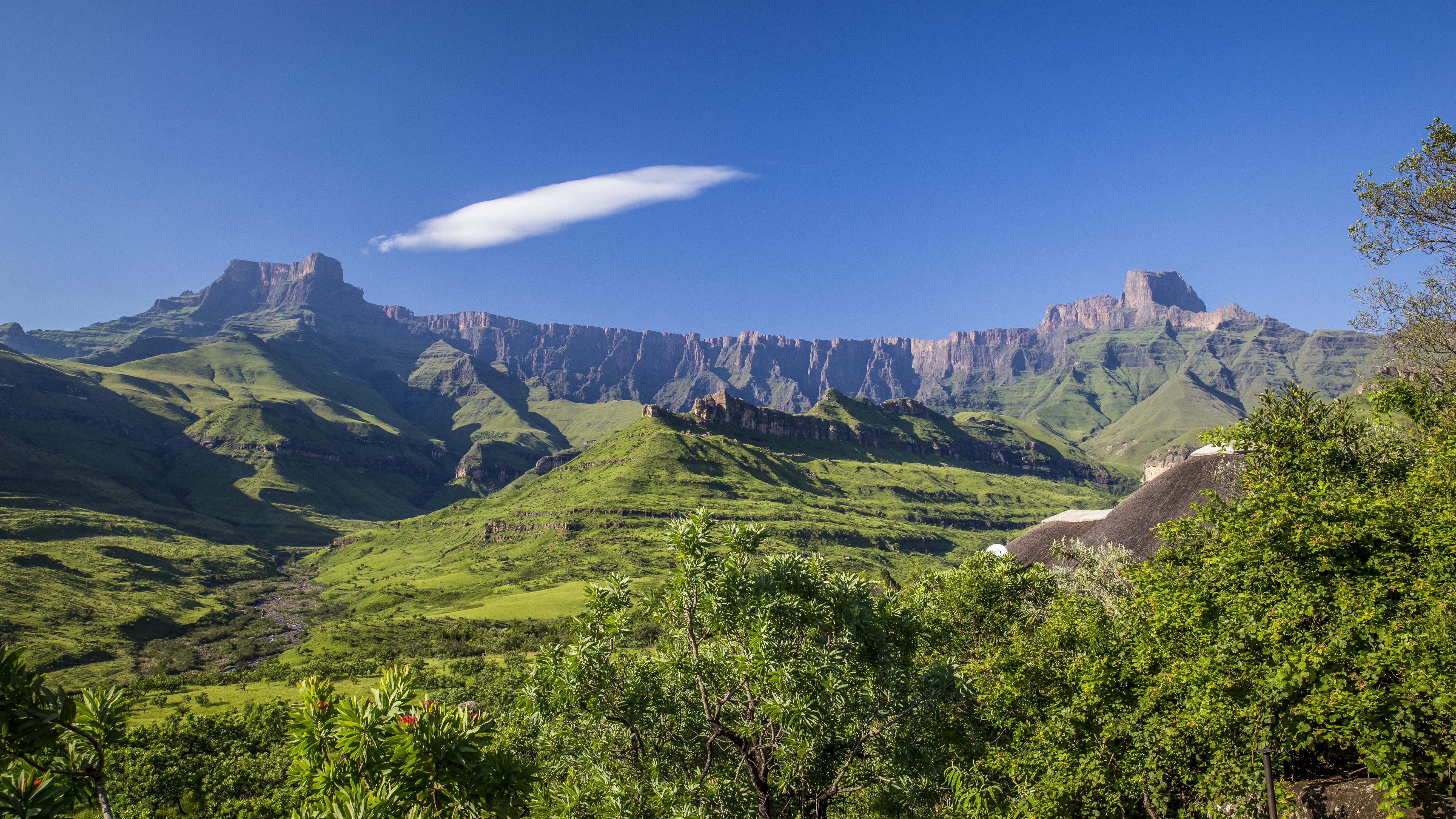
Drakensberg

### Sources et bibliographie
- « Composition des régions macrogéographiques (continentales), composantes géographiques des régions et composition de groupements sélectionnés économiques et d'autres groupements », sur unstats.un.org, ONU, 22 mai 2015 (consulté le 3 novembre 2015)